# Werner Jacob (Holocaust-Überlebender)
Werner Jacob (* 29. Mai 1920 in Lenhausen; † 9. November 1992 in Hagen) war ein deutscher Metzgermeister und Überlebender des Holocausts. Er war der einzige jüdische Bürger aus der Region Finnentrop, der nach dem Zweiten Weltkrieg dauerhaft in seine Heimat zurückkehrte.

## Leben

### Kindheit und Ausbildung

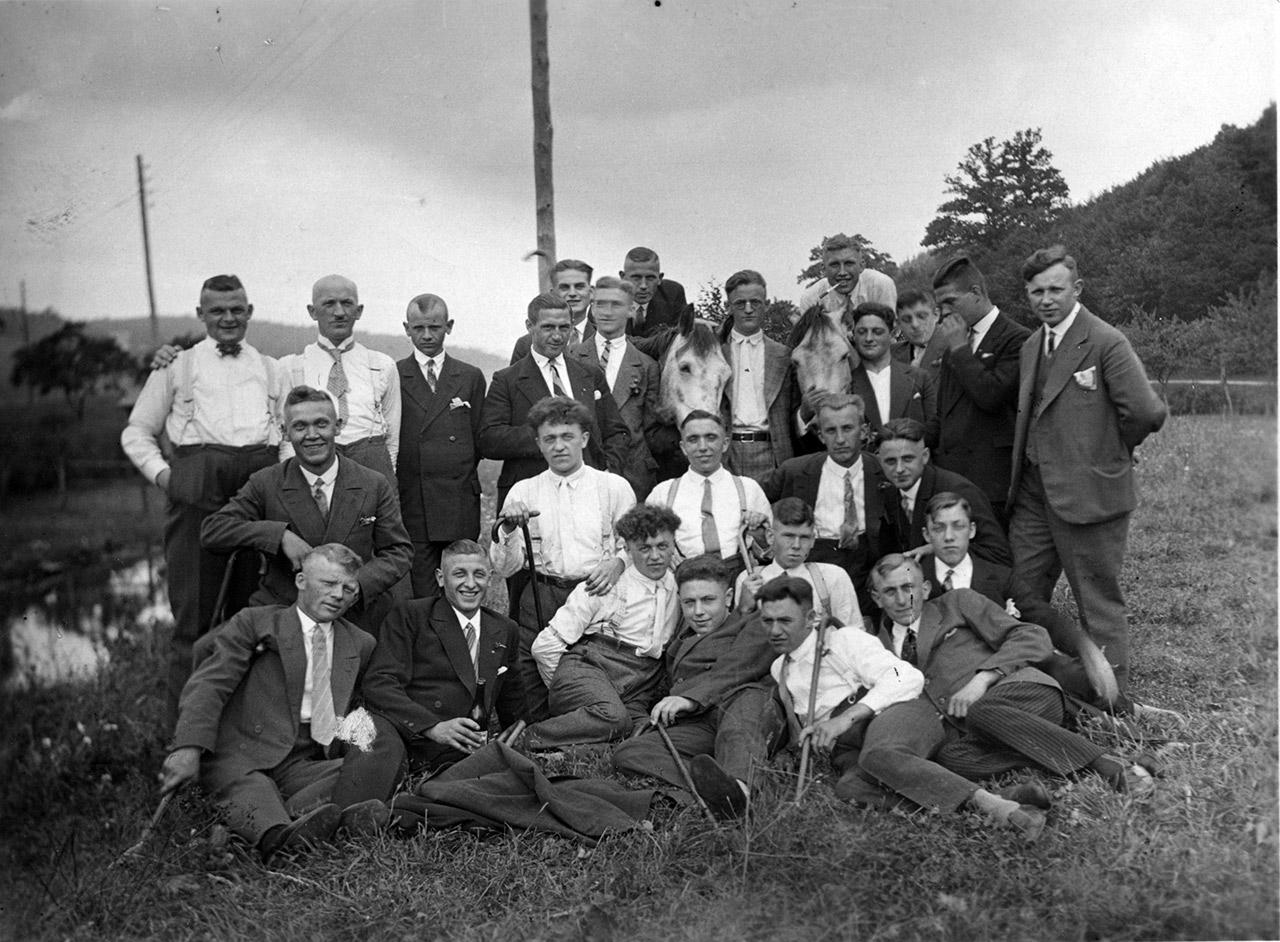
DJK TUS Lenhausen mit Werner Jacob

Werner Jacob wurde am 29. Mai 1920 in Lenhausen (Sauerland) geboren. Seine Familie betrieb seit 1910 eine Metzgerei, die sein Vater Meier Max Jacob gegründet hatte. Werner wuchs mit seinen Geschwistern Erich, Henny, Ilse und Grete Jacob in der jüdischen Gemeinde von Lenhausen auf.
1937 legte er die Gesellenprüfung als Metzger ab. Wie sein Bruder Erich war er Mitglied im DJK-Sportverein, der 1935 von den Nationalsozialisten verboten wurde. Trotzdem setzte er das Turnen mit Freunden bis 1936 heimlich fort.

### Deportation nach Auschwitz
Am 26. Februar 1943 wurde Werner Jacob mit seiner Frau Irmgard Philipp und anderen jüdischen Bürgern aus dem Sauerland nach Auschwitz-Birkenau deportiert. Bei der Ankunft erfolgte die Selektion: Frauen, Kinder und ältere Männer wurden nach links geschickt – in den sicheren Tod. Werner wollte mit Irmgard gehen, wurde aber von Mitgefangenen gewarnt und zurückgehalten. Er sah seine Frau nie wieder. Irmgard Jacob wurde direkt nach der Ankunft in der Gaskammer ermordet.

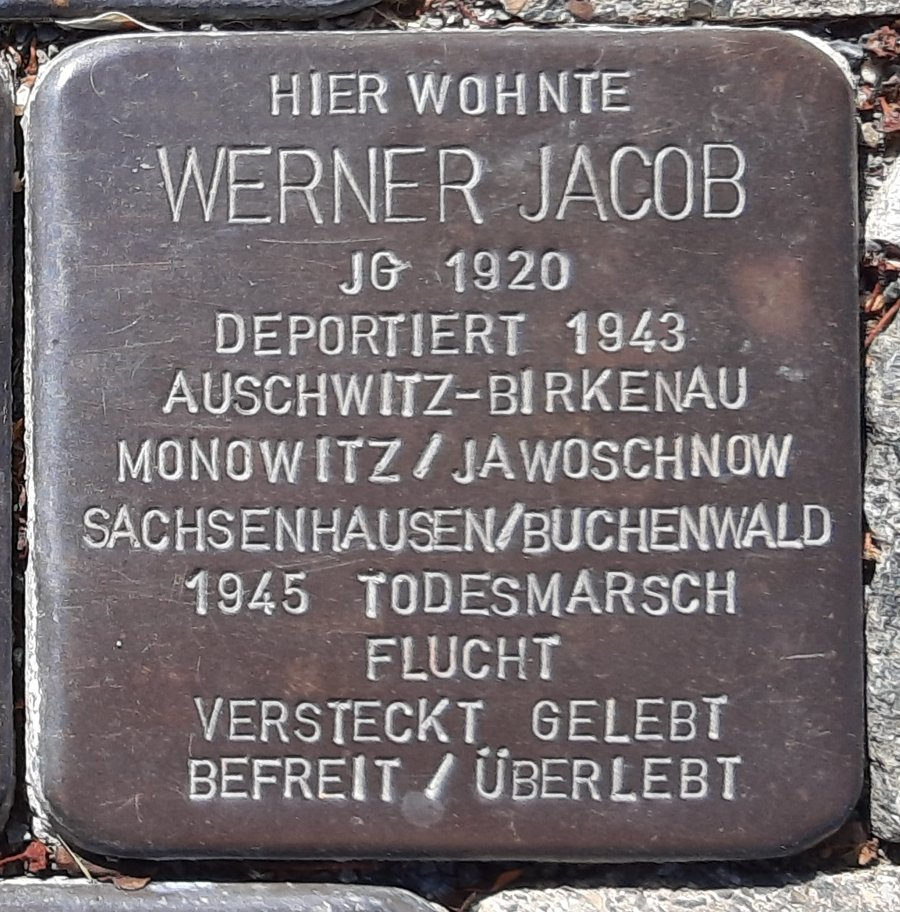
Stolperstein in Lenhausen für Werner Jacob

Als „arbeitsfähig“ eingestuft, begann für Werner Jacob eine Odyssee durch sieben Konzentrationslager, darunter:
- Monowitz
- Jaworzno
- Sachsenhausen
- Ohrdruf
- Crawinkel
- Buchenwald

In Auschwitz entging er einer Selektion, weil ihn ein häftlingsärztlicher Sanitäter in einer Toilette versteckte.

### Flucht vom Todesmarsch
Im Frühjahr 1945 wurde er auf einen Todesmarsch Richtung KZ Dachau geschickt. Am 1. April 1945 (Ostersonntag) gelang ihm die Flucht. Von den rund 120 Gefangenen, die mit ihm flohen, wurden 34 erschossen.

### Rückkehr nach Lenhausen
Am 23. April 1945 tauchte Werner Jacob in Finnentrop auf – Deutschland hatte zu diesem Zeitpunkt noch nicht kapituliert. Jacob war der einzige überlebende Jude aus der Region, der nach dem Holocaust in seine Heimat zurückkehrte.

### Nachkriegszeit
Nach dem Krieg arbeitete Werner Jacob zunächst wieder als Metzger und später in der Gießerei Biggemann sowie im Eisenwerk Plettenberg-Ohle. Am 28. Februar 1952 heiratete er Helga Rücker aus Dortmund, mit der er drei Kinder hatte.
Er lebte bis zu seinem Tod am 9. November 1992 in Hagen. Werner Jacob wurde auf dem jüdischen Friedhof in Hagen-Eilpe beigesetzt.

### Ermordung seiner Familie und Überleben der Schwester
Während des Holocausts wurden fast alle Familienmitglieder Werner Jacobs ermordet:
- Erich Jacob (Bruder) wurde 1939 im KZ Buchenwald ermordet, obwohl seine Schwestern versucht hatten, ihn freizukaufen.
- Grete Jacob (Schwester) wurde 1942 im KZ Zamosc (Samosc) ermordet.
- Jenny Jacob (Mutter) wurde im Mai 1942 deportiert und ermordet.
- Meier Max Jacob (Vater) wurde ebenfalls deportiert und ermordet.
- Paul Vogelsang, Ehemann von Henny Jacob, wurde 1943 in Auschwitz ermordet.

Seine Schwestern Henny und Ilse Jacob überlebten den Holocaust und emigrierten nach dem Krieg in die USA.
Henny Jacob (* 1913) floh 1937 mit ihrem Mann nach Belgien und später nach Südfrankreich. Ihr Mann wurde 1943 nach Auschwitz deportiert und ermordet, doch sie überlebte, weil sie schwanger war, und emigrierte 1947 mit ihrer Tochter in die USA.
Ilse Jacob (* 1915) emigrierte 1939 nach England. Sie und Henny versuchten vergeblich, ihren Bruder Erich aus dem KZ Buchenwald freizukaufen. Nach dem Krieg lebte sie in Luxemburg, heiratete und wanderte 1954 mit ihrer Familie in die USA aus.

## Gedenken
Zur Erinnerung an Werner Jacob und seine Familie wurden in Lenhausen Stolpersteine verlegt. Die Gedenksteine wurden von Gunter Demnig initiiert und sollen an die Opfer des Nationalsozialismus erinnern. Siehe Liste der Stolpersteine in Finnentrop.